# 阎家乡
阎家乡，是中华人民共和国甘肃省天水市张家川回族自治县下辖的一个乡镇级行政单位。

## 行政区划
阎家乡下辖以下地区：
闫家村、朝阳村、王坪村、丁河村、付堡村、后山村、三友村、大场村、草川梁村、神树村、花山村、车古村、陈庙村和操场村。